# Czyżów (Busko)
Pour les articles homonymes, voir Czyżów.
Czyżów est une localité polonaise de la gmina de Stopnica, située dans le powiat de Busko en voïvodie de Sainte-Croix.